# Polydesmus rubelus
Polydesmus rubelus är en mångfotingart som beskrevs av Carl Graf Attems 1902. Polydesmus rubelus ingår i släktet Polydesmus och familjen plattdubbelfotingar. Inga underarter finns listade i Catalogue of Life.